# Jacques Thabaud
Le vice-amiral Jacques Thabaud, né le 6 septembre 1910 à Neuvy-Saint-Sépulchre (Indre) et mort le 13 avril 1991 dans le 13e arrondissement de Paris, était un officier général de la Marine nationale française.

## Distinctions
- Chevalier de la Légion d'honneur[1]
- Officier de la Légion d'honneur[1]
- Grand officier de l'Ordre national du Mérite[1]
- Médaille des évadés[1]